# Georges Canguilhem
Georges Canguilhem (ur. 4 czerwca 1904 w Castelnaudary, zm. 11 września 1995) – francuski filozof, zajmujący się problemami filozofii nauki i teorii poznania. 

## Elementy biograficzne
W roku 1924 rozpoczął studia w École Normale Supérieure, jego kolegami byli m.in. Jean-Paul Sartre i Raymond Aron. Pracę na uniwersytecie w Strasburgu rozpoczął w roku 1941, dwa lata później uzyskał stopień doktora medycyny. Działał we francuskim ruchu oporu. W roku 1955 został profesorem Sorbony, gdzie zastąpił Gastona Bachelarda na katedrze w Instytucie Historii Nauki. Funkcję tę sprawował do 1971.

## Praca filozoficzna
Praca Canguilhema dotyczyła problematyki normalności i patologii (zob. Michel Foucault), interesowało go krytyczne przedstawienie historii nauki. Jako lekarz, zajmował się problemami medycyny z punktu widzenia filozofii nauki. 
Gdy sobie zdamy sprawę z tego, ze "norma" to znaczy po łacinie tyle, co "węgielnica", a "normalis" to tyle co "prostopadły", dowiemy się mniej więcej wszystkiego, co trzeba wiedzieć o dziedzinie, z której pochodzą znaczenia terminów "norma" i "normalny", z której te terminy zostały przeniesione do całego mnóstwa innych dziedzin.
Le Normal et le Pathologique
Poznawanie, to analizowanie. [...] to jednak nie jest wszystko. Rozkładać, redukować, tłumaczyć, rozpoznawać, mierzyć, poddawać działaniom matematycznym, to wszystko musi z pewnością posiadać jakąś wartość dla inteligencji, bowiem jeśli chodzi o radość – to trudno tu o nią. Nie radujemy się prawami przyrody, ale przyrodą jako taką, nie liczbami, ale cechami rzeczy, nie związkami ale bytami. I jakby tego nie było dosyć, powiem jeszcze, że nie żyje się z wiedzy. Jest to wulgarne? Być może. Bluźniercze? Ale w czym? Czy z faktu, ze kilku ludzi poświęciło swoje życie wiedzy, należy wnioskować, że człowiek żyje wyłącznie w nauce i poprzez naukę?
La connaissance de la vie (Introduction, str. 9)